# Wir sind jetzt
Wir sind jetzt ist eine deutsche Jugendserie, die von der Produktionsfirma Producers at Work umgesetzt wird. Die Premiere der Serie fand am 27. April 2019 auf dem Streamingdienst RTL+ statt. Die Ausstrahlung im TV erfolgte erstmals 20. Mai 2019 auf dem Free-TV-Sender RTL II. Außerhalb des deutschsprachigen Raums hat sich der Streamingdienst Disney+ die Rechte an der Serie gesichert, der die Serie in ausgewählten Märkten in mehreren Sprachen anbieten wird.

## Handlung
Die Serie handelt von der 17-jährigen Laura und ihrer Clique. Diese durchlebt Partys, Liebschaften, Schwangerschaftsängste und erste Erfahrungen mit Alkohol und anderen Drogen. Der Tod eines Freundes (Olli) wirft das sorglose Leben der jungen Menschen aus der Bahn.

## Besetzung
| Darsteller        | Rollenname | Episoden | Staffeln | Zeitraum  |
| ----------------- | ---------- | -------- | -------- | --------- |
| Lisa-Marie Koroll | Laura      | 1–       | 1–       | 2019–     |
| Gustav Schmidt    | Daniel     | 1–       | 1–       | 2019–     |
| Justus Czaja      | Olli       | 1–3      | 1        | 2019      |
| Soma Pysall       | Zoe        | 1–8      | 1–2      | 2019–2020 |
| Gina Stiebitz     | Julia      | 1–8      | 1–2      | 2019–2020 |
| Nele Trebs        | Mira       | 1–       | 1–       | 2019–     |
| Julia Lea Wulf    | Fee        | 1–       | 1–       | 2019–     |
| Justus Johanssen  | Noah       | 5–8      | 2        | 2020      |
| Jonathan Lade     | Killian    | 5–8      | 2        | 2020      |
| Helge Lodder      | Hannes     | 9–       | 3–       | 2021–     |
| Noah Tinwa        | Ariel      | 9–       | 3–       | 2021–     |
| Marlene Burow     | Sina       | 9–       | 3–       | 2021–     |
| Lennart Preining  | Philipp    | 9–       | 3–       | 2021–     |

## Episodenliste

### Staffel 1
| Nr. (ges.) | Nr. (St.) | Originaltitel                                           | Erstausstrahlung |
| ---------- | --------- | ------------------------------------------------------- | ---------------- |
| 1          | 1         | Ist da überhaupt Tonic drin?                            | 27. Apr. 2019    |
| 2          | 2         | Hangover, Bullenreiten und ein Daniel im Gebüsch        | 4. Mai 2019      |
| 3          | 3         | Und deswegen soll ich mich jetzt so verhalten wie alle? | 11. Mai 2019     |
| 4          | 4         | Bitches & andere Nebensächlichkeiten                    | 18. Mai 2019     |

### Staffel 2
| Nr. (ges.) | Nr. (St.) | Originaltitel                                | Erstausstrahlung |
| ---------- | --------- | -------------------------------------------- | ---------------- |
| 5          | 1         | Meine Gefühle sollen schön die Fresse halten | 24. Okt. 2020    |
| 6          | 2         | Ohne Eltern, ohne Regeln, ohne Konsequenzen  | 31. Okt. 2020    |
| 7          | 3         | Sind jetzt alle durchgeknallt oder was?      | 7. Nov. 2020     |
| 8          | 4         | Das ist wie im Rausch - besser als Sex       | 14. Nov. 2020    |

### Staffel 3
| Nr. (ges.) | Nr. (St.) | Originaltitel                | Erstausstrahlung |
| ---------- | --------- | ---------------------------- | ---------------- |
| 9          | 1         | Ich bin Hannes               | 30. Aug. 2021    |
| 10         | 2         | Freund, Feind, Verräter      | 30. Aug. 2021    |
| 11         | 3         | Ich bin Hailey!              | 30. Aug. 2021    |
| 12         | 4         | Das Beste kommt zum Schluss! | 30. Aug. 2021    |